# Лебиус, Эндерли
Эндерли Лебиус (нем. Aenderly Lebius; 6 декабря 1867, Тильзит, ныне Советск — 5 марта 1921, Берлин) — немецкий актёр театра и кино.

## Биография
Эндерли Лебиус родился в Тильзите (Восточная Пруссия) в семье торговца в 1867 году. Обучался в течение шести семестров юриспруденции в университетах Берлина и Лейпцига, но потом решил, что это не его призвание и стал брать уроки актёрского мастерства у знаменитого Эммануэля Райхера. Театральный дебют Лебиуса состоялся в Потсдаме. Затем он кочевал по сценам Дюссельдорфа, Кенигсберга, Штеттина. 
В 1899 году поступил в берлинский «Новый театр», из Берлина два года спустя перебрался в Ганновер, но вскоре вернулся и провёл оставшиеся годы жизни в Берлине, при этом много гастролировал по всей Германии. 
Первоначально Лебиус снискал успех как характерный театральный актер, в кино начал сниматься только в начале Первой мировой войны. Главным образом он появлялся в небольших ролях, играя причудливых и комичных персонажей. В начале марта 1921 года Лебиус покончил жизнь самоубийством.

## Фильмография
- 1914: Der verhängnisvolle Schatten
- 1914/15: Frau Annas Pilgerfahrt
- 1915: Die Gespensteruhr
- 1916: Streichhölzer, kauft Streichhölzer!
- 1916: Der Mann im Steinbruch
- 1917: Das Geschlecht der Schelme, 1. Teil
- 1917: Klein Doortje
- 1917: Edelweiß
- 1918: Im Zeichen der Schuld
- 1918: Das Schwabenmädle
- 1918: Die Stunde der Vergeltung
- 1918: Der Fluch der alten Mühle
- 1919: Jettatore
- 1919: Der gelbe Tod, 2. Teil
- 1919: Der Tänzer, zwei Teile
- 1919: Der Kampf der Geschlechter
- 1920: Madame X und die ‘schwarze Hand’
- 1920: Vergiftetes Blut
- 1920: Dämon Blut, zwei Teile
- 1921: Das goldene Netz
- 1921: Der Liebling der Frauen